# Temporada da Pick-Up Racing de 2009
A Copa Webmotors Pick Up Racing de 2009 é a 9ª edição do Campeonato Brasileiro de Pick-Up promovido pela Confederação Brasileira de Automobilismo.

## Equipes e pilotos
| Equipe                | Carro           | Pneu | Nº | Pilotos          |
| --------------------- | --------------- | ---- | -- | ---------------- |
| Gramacho Racing       | Chevrolet S10   | G    | 1  | Cadú Pasetti     |
| Gramacho Racing       | Chevrolet S10   | G    | 18 | Rodrigo Navarro  |
| Gramacho Racing       | Chevrolet S10   | G    | 90 | Thiago Riberi    |
| Full Time Sports      | Chevrolet S10   | G    | 19 | Dudu Massa       |
| Mottin Racing         | Mitsubishi L200 | G    | 27 | Andersom Toso    |
| Mottin Racing         | Mitsubishi L200 | G    | 56 | João Pretto      |
| Maino Racing          | Mitsubishi L200 | G    | 10 | Aluizio Coelho   |
| Maino Racing          | Mitsubishi L200 | G    | 55 | Carlo Kain       |
| CKR Racing            | Mitsubishi L200 | G    | 16 | Carlos Kray      |
| CKR Racing            | Mitsubishi L200 | G    | 71 | Raulino Kreis Jr |
| Bazzo Racing          | Chevrolet S10   | G    | 25 | Sérgio Ramalho   |
| Bazzo Racing          | Chevrolet S10   | G    | 88 | Marcos Ramalho   |
| Demark Racing         | Chevrolet S10   | G    | 63 | Marlon Watanabe  |
| Motortech Competições | Mitsubishi L200 | G    | 14 | Hybernon Cysne   |
| ADM Racing            | Mitsubishi L200 | G    | 4  | Julio Campos     |
| ADM Racing            | Mitsubishi L200 | G    | 54 | Fabricio Lançoni |
| M4T Motorsport        | Chevrolet S10   | G    | 3  | Rafael Iserhard  |
| M4T Motorsport        | Chevrolet S10   | G    | 8  | Douglas Soares   |
| Marote Motorsport     | Mitsubishi L200 | G    | 78 | Fulvio Marote    |
| W2 Racing             | Chevrolet S10   | G    | 17 | Serafim Junior   |
| JON Racing            | Chevrolet S10   | G    | 96 | João Ometto      |
| DF Motorsport         | Mitsubishi L200 | G    | 72 | Fabio Fogaça     |
| Racequip Motorsport   | Chevrolet S10   | G    | 26 | Carlos Medeiros  |
| Max Power Racing      | Chevrolet S10   | G    | 30 | Rogério Castro   |
| Max Power Racing      | Chevrolet S10   | G    | 38 | Eduardo Placucci |

## Calendário
| Prova | Data           | Etapa              | Circuito                                     | Horário |
| ----- | -------------- | ------------------ | -------------------------------------------- | ------- |
| 1     | 12 de Abril    | Paraná             | Autódromo Internacional de Curitiba          | 13:00   |
| 2     | 17 de maio     | Rio Grande do Sul  | Autódromo Internacional de Santa Cruz do Sul | 13:00   |
| 3     | 5 de julho     | São Paulo          | Autódromo José Carlos Pace                   | 13:00   |
| 4     | 20 de setembro | Rio de Janeiro     | Autódromo Internacional Nelson Piquet        | 13:00   |
| 5     | 4 de outubro   | Mato Grosso do Sul | Autódromo Internacional Orlando Moura        | 13:00   |
| 6     | 25 de outubro  | Paraná             | Autódromo Internacional de Curitiba          | 13:00   |
| 7     | 22 de Novembro | Rio Grande do Sul  | Autódromo Internacional de Tarumã            | 13:00   |
| 8     | 6 de Dezembro  | São Paulo          | Autódromo José Carlos Pace                   | 13:00   |

## Resultados

### Etapas
| Prova | Etapa              | Pole position   | Volta mais rápida | Vencedor       | Resumo   |
| ----- | ------------------ | --------------- | ----------------- | -------------- | -------- |
| 1     | Paraná             | Aluizio Coelho  | Julio Campos      | Julio Campos   | Detalhes |
| 2     | Rio Grande do Sul  | Julio Campos    | Julio Campos      | Julio Campos   | Detalhes |
| 3     | São Paulo          | Rodrigo Navarro | Julio Campos      | Thiago Riberi  | Detalhes |
| 4     | Rio de Janeiro     | Serafim Junior  | Fabricio Lançoni  | Serafim Junior | Detalhes |
| 5     | Mato Grosso do Sul | Julio Campos    | João Pretto       | Julio Campos   | Detalhes |
| 6     | Paraná             | Julio Campos    | Thiago Riberi     | Julio Campos   | Detalhes |
| 7     | Rio Grande do Sul  | Julio Campos    | Thiago Riberi     | Thiago Riberi  | Detalhes |
| 8     | São Paulo          |                 |                   |                | Detalhes |

### Pilotos
Em progresso
| 1   | Julio Campos     | Mitsubishi L200 | 1   | 1   | 15  | 2   | 1   | 1   | 3   |    | 137       |     | 137   |
| 2   | Thiago Riberi    | Chevrolet S10   | 3   | Ret | 1   | 7   | 2   | 10  | 1   |    | 101       |     | 101   |
| 3   | Fabricio Lançoni | Mitsubishi L200 | 5   | 4   | 3   | 5   | 7   | 2   | 14  |    | 85        |     | 85    |
| 4   | Rodrigo Navarro  | Chevrolet S10   | 11  | 3   | 2   | 3   | 8   | 13  | 6   |    | 78        |     | 78    |
| 5   | Rafael Iserhard  | Mitsubishi L200 | 6   | 2   | 16  | 11  | 3   | 11  | 2   |    | 76        |     | 76    |
| 6   | Cadú Pasetti     | Chevrolet S10   | 2   | Ret | 8   | 4   | Ret | 4   | DSQ |    | 56        |     | 56    |
| 7   | João Pretto      | Mitsubishi L200 | 10  | 11  | Ret | Ret | Ret | 3   | 5   |    | 39        |     | 39    |
| 8   | Carlos Kray      | Mitsubishi L200 | 9   | 8   | 13  | 9   | 12  | Ret | 7   |    | 38        |     | 38    |
| 9   | Aluizio Coelho   | Mitsubishi L200 | 16  | 6   | 5   | Ret | 4   | Ret | Ret |    | 36        |     | 36    |
| 10  | Fulvio Marote    | Mitsubishi L200 | 7   | Ret | 7   | 13  | 11  | 8   | NP  |    | 34        |     | 34    |
| 11  | Douglas Soares   | Chevrolet S10   | NP  | 10  | DSQ | 6   | 5   | NP  | 12  |    | 32        |     | 32    |
| 12  | Marcos Ramalho   | Chevrolet S10   | 8   | Ret | 18  | NP  | NP  | 5   | 9   |    | 27        |     | 27    |
| 13  | Sergio Ramalho   | Chevrolet S10   | 4   | 5   | Ret | NP  | NP  | NP  | NP  |    | 26        |     | 26    |
| 14  | Serafim Junior   | Chevrolet S10   | NP  | NP  | NP  | 1   | NP  | Ret | 16  |    | 25        |     | 25    |
| 15  | João Ometto      | Chevrolet S10   | Ret | 7   | Ret | 10  | 6   | Ret | Ret |    | 25        |     | 25    |
| Pos | Piloto           | Carro           | PR  | RS  | SP  | RJ  | MS  | PR  | RS  | SP | Sub total | n-² | Total |

| Cor      | Resultado            |
| -------- | -------------------- |
| Ouro     | Vencedor             |
| Prata    | 2º lugar             |
| Bronze   | 3º lugar             |
| Verde    | Terminou, nos pontos |
| Azul     | Terminou, sem pontos |
| Púrpura  | Retirou-se (Ret)     |
| Vermelho | Não qualificado (NQ) |
| Preto    | Desqualificado (DSQ) |
| Branco   | Não largou (NL)      |
| Sem cor  | Não participou (NP)  |
| Sem cor  | Lesionado (Les)      |
| Sem cor  | Excluído (EX)        |

† = Não terminou a etapa, mas foi classificado porque completou 90% da corrida.